# Limnonectes mawphlangensis
Limnonectes mawphlangensis är en groddjursart som först beskrevs av Pillai och Shyamal Kumar Chanda 1977.  Limnonectes mawphlangensis ingår i släktet Limnonectes och familjen Dicroglossidae. Inga underarter finns listade i Catalogue of Life.